# لويز شارلوت من مكلنبورغ شفيرين
لويز شارلوت من مكلنبورغ شفيرين (19 نوفمبر 1779 - 4 يناير 1801)؛ كانت الزوجة الأولى لأمير أوغسطس في وقت لاحق دوق ساكس غوتا ألتنبورغ، هي الابنة فريدرش فرانتس الأول دوق مكلنبورغ-شفيرين تم ترقيته لاحقاً إلى دوق الأكبر خلال مؤتمر فيينا، في حين والدتها لويز من ساكس غوتا ألتنبورغ قريبة زوجها باعتبارها عمته من الدرجة الثانية، تزوجت شقيقتها الصغرى شارلوت فريدريكا من كريستيان الثامن ملك الدنمارك المستقبلي ووالدة فريدريك السابع ملك الدنمارك.
نشأت لويز شارلوت في بلاط والديها في مكلنبورغ، إلى جانب أشقائها وقد تمتعت بطفولة غير رسمية إلى حد ما على عكس ما كان معتادًا بالنسبة للأطفال الملكيين في ذلك الوقت، ومنذ 1 نوفمبر 1795 أصبحت مخطوبة من غوستاف الرابع أدولف ملك السويد تم ترتيب الخطوبة من قبل الأمير الوصي غوستاف أدولف رويترهولم، الذي رغب في الحفاظ على نفوذه بعد بلوغ الملك سن الرشد القانوني من خلال جعل الملكة مدينة له بمكانتها، حتى أن الملك كان إيجابي نحو الخطوبة في البداية، إلا أن إيكاترينا الثانية إمبراطورة روسيا رغبت أن تكون حفيدتها ألكسندرا بافلوفنا ملكة السويد المستقبلية، لهذا كانت معارضة للخطوبة، وعلى هذا أخبر الكثيرون الملك أن لويز شارلوت التي لم يره بأنها ليست جميلة، وعندما أُعلن الملك عن بلوغه سن الرشد القانوني في عام 1796، قام بفسخ الخطوبة على الفور، طالب والدها بالتعويض الذي لم يصل حتى عام 1803 بتسوية الأمر عندما تم تسليم مدينة فيسمار السويدية في ألمانيا إلى مكلنبورغ-شفيرين بموجب معاهدة في مالمو.
مع 21 أكتوبر 1797 في لودفيغسلوست تزوجت من قريبها أوغسطس، أمير ساكس-غوتا-ألتنبورغ الوراثي، تم ترتيب الزواج ضد إرادتها واعتبر زواجاً غير مناسباً بحيث أساء زوجها معاملتها وكانت ترغب في تركه، ولكن عائلتها أجبرتها على البقاء، وبعد ثلاث سنوات خلال 21 ديسمبر 1800 بقلعة فريدنشتاين حوالي الساعة 12.45 ظهرًا أنجبت لويز شارلوت طفلها الوحيد وهي ابنة، سميت لويز؛ أصبحت هذه الابنة فيما بعد زوجة إرنست الثالث، دوق ساكس-كوبرغ-زالفلد ووالدة الأمير ألبرت زوج الملكة فيكتوريا، ومع ذلك لم تتعاف أبدًا من آثار الولادة وتوفيت بعد أحد عشر يومًا في 1 يناير 1801 عن عمر يناهز 21 عامًا، قبل أن يتولى أغسطس عرش ساكس-غوتا-ألتنبورغ، وبعد 15 شهراً من وفاتها تزوج ألأمير أوغسطس من كارولين أمالي من هسن-كاسل.